# Bernard Shandon Rodey

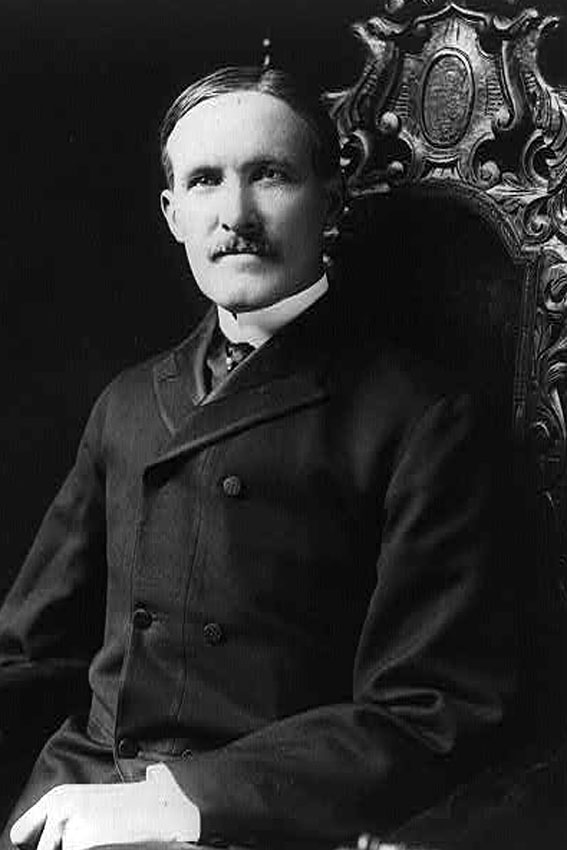
Bernard Shandon Rodey (1904)

Bernard Shandon Rodey (* 1. März 1856 im County Mayo, Irland; † 10. März 1927 in Albuquerque, New Mexico) war ein US-amerikanischer Politiker. Zwischen 1901 und 1905 vertrat er das New-Mexico-Territorium als Delegierter im US-Repräsentantenhaus.

## Frühe Jahre und Aufstieg
Bernard Rodey wanderte mit seinen Eltern im Jahr 1862 von Irland nach Kanada aus. Er besuchte die öffentlichen Schulen in der Provinz Québec. Nach seinem Umzug nach Massachusetts studierte er in Boston Jura. Im Jahr 1881 zog er nach Albuquerque im New-Mexico-Territorium. Dort wurde er Privatsekretär des Leiters der Atlantic and Pacific Railroad Company. Im Jahr 1882 war er auch Stenograph am Gericht des zweiten juristischen Bezirks. Nach seiner 1883 erfolgten Zulassung als Rechtsanwalt begann er in Albuquerque in diesem Beruf zu arbeiten. Zwischen 1887 und 1888 war er juristischer Vertreter seiner neuen Heimatstadt.

## Kongressdelegierter
Bernard Rodey wurde Mitglied der Republikanischen Partei. Im Jahr 1889 wurde er in den territorialen Senat gewählt; ein Jahr später war er Mitglied der verfassungsgebenden Versammlung von New Mexico. Bei den Kongresswahlen des Jahres 1900 wurde Rodey als Kandidat seiner Partei zum Delegierten im US-Repräsentantenhaus gewählt, wo er am 4. März 1901 Pedro Perea ablöste. Nach einer Wiederwahl im Jahr 1902 konnte er sein Mandat bis zum 3. März 1905 ausüben. Im Jahr 1904 bewarb er sich erfolglos um eine weitere Amtszeit. Er verlor in den Vorwahlen seiner Partei gegen William Henry Andrews.

## Weiterer Lebenslauf
Im Jahr 1906 wurde Rodey von Präsident Theodore Roosevelt zum Bundesbezirksrichter für Puerto Rico ernannt. Dieses Amt übte er als Nachfolger von Charles F. McKenna bis 1910 aus. Im Jahr 1908 war Bernard Rodey Delegierter zur Republican National Convention, auf der William Howard Taft als Präsidentschaftskandidat nominiert wurde. Auf diesem Parteitag setzte sich Rodey entschieden für den schnellen Beitritt der zukünftigen Bundesstaaten New Mexico, Arizona und Oklahoma zu den Vereinigten Staaten ein. Zwischen 1910 und 1913 war Bernard Rodey dann Bundesstaatsanwalt in Alaska. In dieser Eigenschaft war er an den Ermittlungen zur Aufklärung eines Betrugskandals in der Kohleindustrie beteiligt. Danach gründete er eine eigene Anwaltskanzlei in Albuquerque.